# Apple Tree Yard
Apple Tree Yard és un thriller de televisió britànic, adaptat de la novel·la homònima de Louise Doughty. La minisèrie de quatre episodis es va encarregar el 2016 i el primer episodi es va estrenar a BBC One el 22 de gener de 2017. Emily Watson és la protagonista principal de la novel·la, la doctora Yvonne Carmichael, amb Ben Chaplin interpretant el paper del seu amant, Mark Costley. Apple Tree Yard narra la història de Carmichael, una científica que ha passat els cinquanta anys, amb un matrimoni infeliç, i que comença una aventura amb Costley, tot i que ignora completament els seus antecedents.

## Repartiment
- Emily Watson com a Yvonne Carmichael
- Ben Chaplin com a Mark Costley
- Mark Bonnar com a Gary Carmichael
- Steven Elder com a George Selway
- Kezia Burrows com a Kate Costley
- Susan Lynch com a Susannah